# Brandebourg-Culmbach
Le margraviat de Brandebourg-Culmbach était une des nombreuses possessions de la dynastie de Hohenzollern.
La maison de Brandebourg-Culmbach étant une branche de la maison de Hohenzollern.

## Origine de la possession de Brandebourg
En 1140, Albert Ier de Brandebourg dit l'Ours (vers 1100-1170) de la famille de Ballenstädt devint margrave de Brandebourg.
Il avait reçu le territoire de Brandebourg, ce que nous appelons la Marche du Nord, des mains du prince Pribislav des Havellanes qui lui légua son pays à cause de l'absence d'héritier.

## Maison d'Ascanie(1170-1320)
1170-1184 : Othon Ier de Brandebourg
1184-1205 : Othon II de Brandebourg
1205-1220 : Albert II de Brandebourg
1220-1266 : frères Jean Ier et Othon III de Brandebourg
1266-1267 : Othon III de Brandebourg
En 1267 et jusqu'en 1317, le gouvernement du margraviat de Brandebourg est partagé en deux :
- Lignée johannique (1267-1319)

1267-1281 : frères Othon IV de Brandebourg dit « à la flèche et Jean II de Brandebourg (mort en 1281).
1281-1308 : frères Othon IV « à la flèche » et Conrad Ier de Brandebourg.
1305-1319 : Valdemar. cf: fief réuni
- Lignée othonienne : (1267-1317)

1267-1268 : Jean III de Brandebourg
1266-1304 : Conrad II de Brandebourg
1268-1298 : Othon V de Brandebourg
1280-1286 : Othon VI de Brandebourg
1291-1297 : Othon VII de Brandebourg
1298-1308 : Hermann Ier de Brandebourg
1304-1305 : Jean IV de Brandebourg
1308-1317 : Jean V de Brandebourg - dernier margrave othonien.
- fief réuni:

1317 : Valdemar réunit tous les fiefs de la Marche du Nord.
1319-1320 : Henri II de Brandebourg. Dernier prince de la maison d'Ascanie.

## Maison de Wittelsbach(1323-1373)
1320-1323: Interrègne.
1323 : Louis IV de Bavière, empereur du Saint-Empire romain germanique de la maison de Wittelsbach transmit la Marche de Brandebourg à son fils Louis Ier de Brandebourg.
1323-1351 : Louis Ier de Brandebourg
1351-1365 : Louis II de Brandebourg. Margrave puis électeur de Brandebourg après 1352.
1365-1373 : Othon VIII de Brandebourg.

## Maison de Luxembourg(1373-1415)
1373-1378 : Venceslas de Brandebourg
1378-1388 et 1411-1415 : Sigismond Ier de Brandebourg ou Sigismond Ier du Saint-Empire, empereur du Saint-Empire romain germanique. Il donna son fief à Jobst de Moravie.
1388-1411 : Jobst de Moravie, électeur de Brandebourg

## Maison deHohenzollern: branche de Brandebourg
1415 : l'empereur Sigismond Ier du Saint-Empire donna l'électorat de Brandebourg à la famille de Hohenzollern à travers un des représentants Frédéric de Hohenzollern car il était débiteur auprès de cette famille.
Frédéric de Hohenzollern devient Frédéric Ier de Brandebourg, gouverneur de la marche de Brandebourg.
C'est lors du concile de Constance qu'il devint électeur de Brandebourg.
1415-1440 : Frédéric Ier de Brandebourg (1370-1440), burgrave de Nuremberg, électeur de Brandebourg (1415-1417) et prince-électeur de Brandebourg (1417-1440).
1440-1470 : Frédéric II Dent de fer

## Années de changement de titre
1140-1352: margrave de Brandebourg
1352-1417: électeur de Brandebourg
1417- : prince-électeur de Brandebourg